# 이라크 내란 (2017년~현재)
이라크 내란은 2017년 ISIL이 이라크 내전에서 영토를 잃은 2017년 말부터 시작된 반란이다. ISIL, 백기단, 바트당을 포함한 몇몇 반군은 미국과 기타 국가의 지원을 받고 있는 이라크 정부군과 이란의 지원을 받는 인민동원군과 싸우고 있다. 이 반란은 2014년부터 2017년까지 이어진 이라크 내전의 연장선으로, 반군의 대부분은 수니파이다. 이들은 시아파가 이끄는 이라크 정부와 종교적으로 갈등을 빚고 있다. 한편 백기단의 경우, 이라크에서 활동하던 옛 안사르 알이슬람과 ISIL, 쿠르드 반군이 연합하여 형성한 단체로 알카에다와 연결되어 있다는 의심을 받고 있다.